# ケープコッド運河鉄道橋
ケープコッド運河鉄道橋(Cape Cod Canal Railroad Bridge)、別名バザーズ湾鉄道橋(Buzzards Bay Railroad Bridge)はバザーズ湾に面したマサチューセッツ州ボーンに在る垂直昇開橋(Vertical-lift bridge)である。ケープコッド運河を跨って鉄道輸送を可能にするものであり、コッド岬(ケープコッド)と合衆国本土を結ぶ橋である。

## 設計と建設

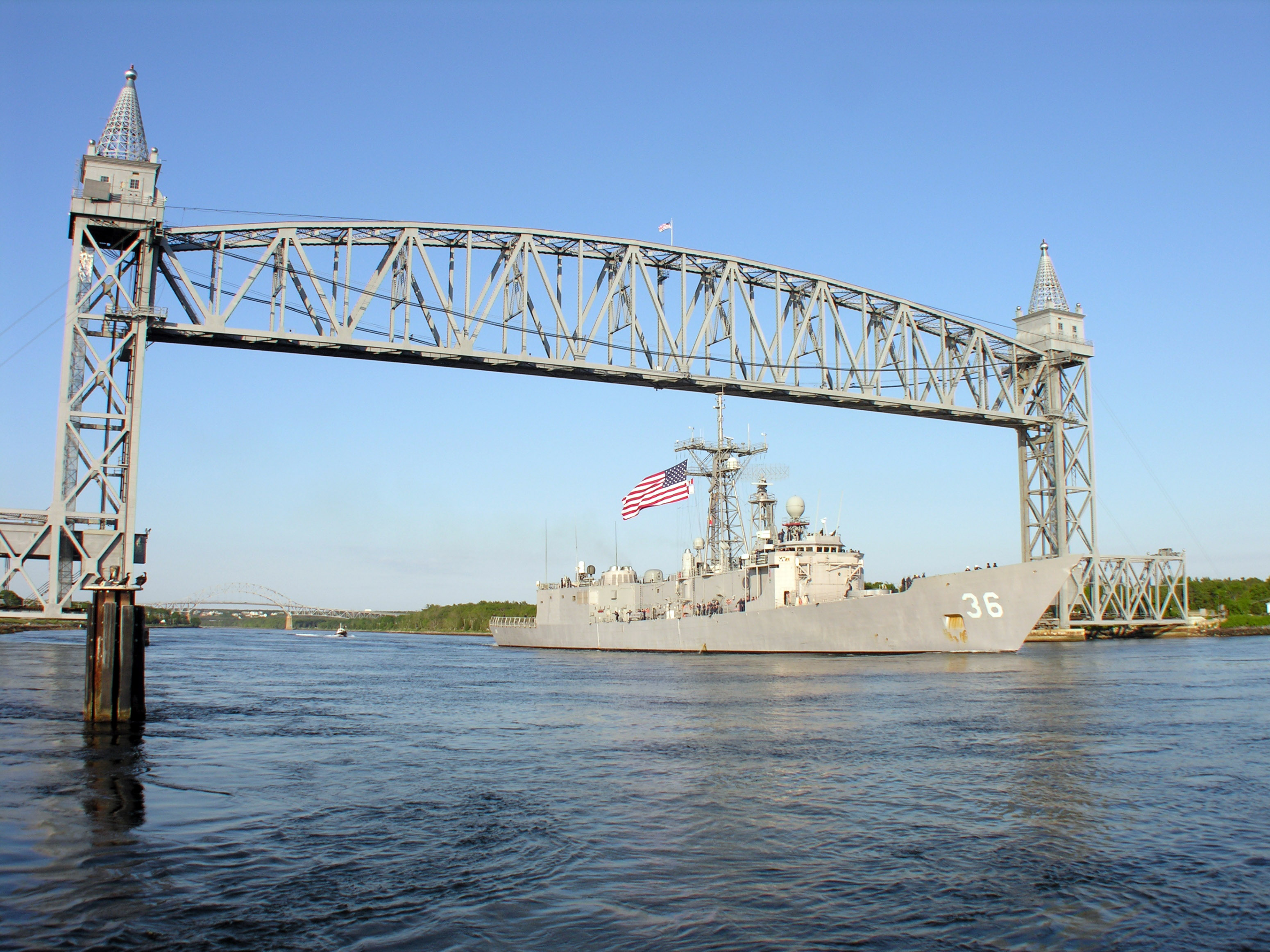
橋の下を通過するアメリカ海軍のフリゲートUSSアンダーウッド(FFG-36)、2006年

ケープコッド運河鉄道橋は1933年に公共事業局(Public Works Administration: PWA)によって着工された。設計はニューヨークの設計会社パーソンズ・クラップ・ブリンカーホフ・アンド・ダグラス(Parsons, Klapp, Brinckerhoff, and Douglas、現、パーソンズ・ブリンカーホフ)およびマッキム・ミード・アンド・ホワイト(McKim, Mead & White)が、ケープコッド運河とケープコッド運河鉄道橋の運営にあたるアメリカ陸軍工兵隊に対し行ったものである。ケープコッド運河鉄道橋の主支間(メインスパン)長は166メートル、上昇時の桁下高さ(クリアランス)は41メートル、各々の端部には1,000トンのカウンターウエイト(釣合い重り)を使用している。ケープコッド運河鉄道橋は1935年12月29日に開通した。 1910年に建造された前代の跳開橋(Bascule bridge)を取換えたものである。
完成時点において、世界最長の支間長を有する垂直昇開橋だった。　現時点ではニュージャージー州とニューヨークのスタテン島を結ぶアーサーキル昇開橋が支間長170メートルで全米最長であり、ケープコッド運河鉄道橋は全米第2位である。

## 保全および現在の利用
ケープコッド運河鉄道橋を所有、運営、保守しているのはアメリカ陸軍工兵隊である。2002年、ケープコッド運河鉄道橋には大規模な更新工事(rehabilitation)が施された。総額3,000万ドルでケーブル類、機械および電気系統が交換され、2003年に再開通した。
橋を渡る鉄道線はマサチューセッツ州運輸局(MassDOT)が所有しており、マサチューセッツ海岸鉄道(MassCoastal)およびケープコッド・セントラル鉄道(CCCR)が運営する季節限定の観光列車が使用している。ケープ・フライヤー線もケープコッド運河鉄道橋を利用している。2013年5月24日からボストン南駅とCCCRハイアニス駅の区間で季節限定の客車の運転を開始している。